# وینسنت (آلاباما)
وینسنت (به انگلیسی: Vincent) شهرکی در شهرستان تالادیگا ایالت آلاباما است که مساحت آن ۵۱٫۶۵ کیلومترمربع است و در سرشماری سال ۲۰۱۰ میلادی، ۱٬۹۸۸ نفر جمعیت داشته و تراکم جمعیتی آن، ۳۸٫۴۹ نفر در کیلومترمربع بوده است.